# 16125 Carriehsu
16125 Carriehsu este o planetă minoră (asteroid), cu un diametru de 4,882 km, din centura de asteroizi. A fost descoperită pe 7 decembrie 1999 la Experimental Test Site⁠(d) de Lincoln Near-Earth Asteroid Research. 
Obiectul prezintă o orbită caracterizată de o semiaxă mare de 2,5582051 UAi, o excentricitate de 0,13, o înclinație de 9,20041 ° în raport cu ecliptica.